# Ymir Entertainment
YMIR Entertainment je herní studio, které pracuje na vývoji online her. Kariéru studia odstartovala 2D MMORPG hra Metin1, která vyšla v roce 1999.
Poté YMIR vstoupil do světa s novou hrou Metin2, nyní pracuje na jejích rozšíření po celém světě, což se mu podařilo a hra se těší mnoha milionové hráčské přízni.
Ymir je nyní jednou z největších společností v oblasti online herního průmyslu ve světě.